# Üvegvár a Mississippin
Az Üvegvár a Mississippin 1985-1986-ban készült, 1987-ben bemutatott színes, magyar krimi, amely Bácskai Lauró István utolsó filmje, ő ugyanis ezt követően visszavonult a filmrendezéstől. Író: Munkácsi Miklós, főszereplő: Gáspár Sándor, Udvaros Dorottya, Gálvölgyi János, Kern András. A film jeleneteinek egy részét Budapesten és Bécsben forgatták.

## Történet
Nagy Róbert, régész (Gáspár Sándor) egy porcelán babát ajándékoz gyermekkori szerelmének, Júliának (Udvaros Dorottya). Róbert a babába néhány nagy értékű érmét rejtett el, hogy majd abból valósítsa meg közös álmát Júliával. Arra számított, hogy a babát Júlia magával viszi Bécsbe, és így az érmék is kitudnak kerülni az országból. Azonban Júlia osztrák férje Wolfgang (Gálvölgyi János) rájön a cselre, és az érméket saját zsebére akarja eladni. Róbert azonban nem az a fajta ember, aki csak úgy hagyja, hogy álmai semmivé váljanak, és mindent elkövet, hogy az érméket visszaszerezze. A cím a két főszereplő gyermekkori álmára utal.

## Szereplők
- Gáspár Sándor – Nagy Róbert, régész
- Udvaros Dorottya – Júlia
- Gálvölgyi János – Wolfgang Brennert
- Kern András – Pierre Mazaren
- Szoboszlai Sándor – Székely őrnagy
- Usztics Mátyás – László főhadnagy
- Végvári Tamás – Hirth felügyelő
- Dózsa László – Helmuth
- Ujlaki Dénes – Fred
- Balázs Péter – Ferenczi százados
- Tallós Rita – Rába Piroska
- Vajdai Vilmos – Oli
- Korcsmáros Jenő – Ditrich, műkereskedő
- Gelley Kornél – Otto Boehm, Ditrich társa
- Csikos Gábor – gengszter
- Hőgye Zsuzsanna – gengszternő
- Gera Zoltán – múzeumigazgató
- Bencze Ferenc – rendőr
- Máthé Erzsi – szomszéd
- Pogány Judit – Róbert kollégája
- Lencz György – L'Blan
- Kun Vilmos – Rossmann úr
- Gévai Réka – Júlia, a gyerek
- Vén Zsolt – Róbert, a gyerek
- Vajda Károly – költöztető
- Nagy István – falubeli
- Romhányi Rudolf – az új tulaj
- Unger Béla – Mazaren testőre
- Miklósy György – költöztető

## Érdekesség
A Végvári Tamás által alakított bécsi felügyelő vezetékneve Hirth, csakúgy mint a Tetthely című sorozat akkortájt tevékenykedő bécsi felügyelőjének a neve.

## Külső hivatkozások
- Üvegvár a Mississippin a PORT.hu-n (magyarul)
- Üvegvár a Mississippin az Internet Movie Database oldalon (angolul)
- FilmKatalógus.hu